# Списак догађаја у Београдској арени
Београдска арена је велика дворана у Новом Београду намењена за спортске сусрете, али и концерте, сајмове, конгресе и др.

## Догађаји

### 2000.
- 20. септембар — Предизборни митинг коалиције СПС/ЈУЛ (изградња Арене још увек није била завршена)

### 2004.
- 31. јул — Званично отварање Београдске арене (Арену је отворио почасни генерални секретар ФИБА Бора Станковић)
- 31. јул — 3. август — Дијамантска лопта 2004, предолимпијски кошаркашки турнир
- 6. август — Пријатељска кошаркашка утакмица: Србија и Црна Гора против Сједињених Америчких Држава

### 2005.
- 8—10. јул — Одбојкашки турнир, завршница светске лиге, четворобој
- 2—7. септембар — Европско првенство у одбојци 2005, заједнички домаћини Београд и Рим
- 16—25. септембар — Европско првенство у кошарци 2005 (Еуробаскет 2005); у Арени су игране утакмице четвртфинала, полуфинала и финале
- 2. октобар — Дејвид Коперфилд, амерички илузиониста
- 15—16. октобар — Здравко Чолић, српски поп певач
- 28. октобар — Фил Колинс, британски музичар (турнеја Прва коначна опроштајна турнеја)
- 15. новембар — Андреа Бочели, италијански тенор

### 2006.
- 6. новембар — 50 Cent, америчка хип-хоп звезда (први догађај након добијања трајне дозволе за одржавање јавних манифестација)
- 23. децембар — Бајага и инструктори

### 2007.
- 16. јануар — Предизборни митинг СРС
- 17. јануар — Завршни предизборни митинг коалиције ДСС/НС
- 18. јануар — Завршни предизборни митинг ДС
- 14. фебруар — Тоше Проески, македонски поп певач, концерт под називом Ве сакам
- 8. март — Жељко Самарџић
- 10. март — Рибља чорба, српски рок бенд
- 25. март — 1. април — Европско првенство у стоном тенису
- 6—9. април — Европско првенство у џудоу
- 17. април — Баста Рајмс
- 20. април — Жељко Јоксимовић
- 12. мај — Ноћ скокова (светско првенство у екстремној вожњи мотоцикала)
- 19. мај -	Ван Гог
- 1. јун — Џипси кингс
- 13. јун — Кемикал брадерс
- 19. јун — Кајзер чифс
- 22. јул — Свечано отварање Европског олимпијског фестивала младих)
- 27. јул — Свечано затварање Европског олимпијског фестивала младих)
- 21—23. септембар — Дејвис куп: Србија—Аустралија, тениски меч
- 7. октобар — Мјуз
- 9. новембар — Џо Кокер
- 24. новембар — Ријана
- 7. децембар — НАЈЈ Србије 07 (Хуманитарни дан тениса)
- 10. децембар — Мирослав Илић
- 21—23. децембар — Петар Пан на леду
- 27. децембар — Звезде гранда

### 2008.
- 12. јануар — Господари рингова (Lord of rings), звезде у К1 борби (Ultimate fight)
- 15. јануар — Предизборни митинг СРС
- 17. јануар — Завршни предизборни митинг ДС
- 31. јануар — Предизборни митинг СРС
- 23. фебруар — Хосе Карерас
- 4. март — Крис Рија
- 8. март — Жељко Самарџић
- 29. март — Токио хотел
- 30. март — Предизборни митинг коалиције ДСС/НС
- 5. април — Предизборни митинг коалиције СПС/ПУПС/ЈС
- 20—22. мај — Песма Евровизије 2008., два полуфинала
- 24. мај — Песма Евровизије 2008. финале
- 28. мај — Господар плеса, ирски плесни ансамбл
- 4. јун — Ник Кејв
- 9. јун — Хулио Иглесијас
- 10. јун — Марк Нофлер
- 2. јул — Туборг Грин фест 2008, извођачи: И-плеј, Рејвонетс, Сајпрес Хил, Франц Фердинанд
- 24. јул — Лени Кравиц
- 27. август — Србија — Мађарска, квалификације за Европско првенство у кошарци 2009.
- 3. септембар — Србија — Бугарска, квалификације за Европско првенство у кошарци 2009.
- 6. септембар — Србија — Италија, квалификације за Европско првенство у кошарци 2009.
- 7. септембар — РБД
- 17. септембар — Србија — Финска, квалификације за Европско првенство у кошарци 2009.
- 27. септембар — Ноћ скокова (светско првенство у екстремној вожњи мотоцикала)
- 5. октобар — Радост Европе, дечји фестивал, гала концерт
- 11. октобар — Алиша Киз
- 29. октобар — Квин+Пол Роџерс
- 29—30. октобар — Конгрес Асоцијације европских арена
- 31. октобар — Нови фосили
- 3. новембар — Аца Лукас
- 8. новембар — Жан Мишел Жар
- 29. новембар — Но смокинг оркестра
- 18. децембар — РБД
- 21. децембар — Дида чаролија, фестивал музике за децу
- 26—28. децембар — Душко Дугоушко на леду
- 31. децембар — Теленор дочек Нове године, извођачи: Џуниор Џек и Кид Крем, Том Нови и Симус Хаџи

Легенда:
|  | Музички догађај  |
|  | Спортски догађај |
|  | Представа        |

### 2009.
| Датум           | Догађај | О догађају                                                  |
| --------------- | --- | ----------------------------------------------------------- |
| 10. фебруар     | Уједињено Краљевство                                                                                                | концерт                                                     |
| 14. фебруар     | Енио Мориконе и Рома Синфонијета                                                                                    | концерт                                                     |
| 25. фебруар     | Србија | концерт                                                     |
| 5. март         | Евролига 2008/09: Партизан — Панатинаикос                                                                           | кошаркашка утакмица, 5. коло Топ 16 Евролиге 2008/09.       |
| 8. март         | Жељко Самарџић | концерт                                                     |
| 26. март        | | концерт                                                     |
| 31. март        | Евролига 2008/09: Партизан — ЦСКА Москва                                                                            | кошаркашка утакмица, 3. коло четвртфинала Евролиге 2008/09. |
| 16. април       | Фајнал фор Јадранске лиге 2008/09: * полуфинале 1: Партизан — Црвена звезда * полуфинале 2: Цибона — Хемофарм ШТАДА | кошаркашке утакмице                                         |
| 18. април       | Фајнал фор Јадранске лиге 2008/09: * финале: Партизан — Цибона                                                      | кошаркашка утакмица                                         |
| 7. мај          | Миле Китић | концерт                                                     |
| 9. мај          | Давид Гета + Кели Роуланд                                                                                           | концерт / ди-џеј наступ                                     |
| 16. мај         | Кинески национални циркус Конфучије                                                                                 | циркуска представа                                          |
| 22. мај         | Енрике Иглесијас | концерт                                                     |
| 24. мај         | Мејси Греј | концерт                                                     |
| 17. јун         | Сједињене Америчке Државе                                                                                           | концерт                                                     |
| 20. јун         | Звезде Гранда | музичко такмичење, финале сезоне 2008/09.                   |
| 1—12. јул       | Летња универзијада 2009.                                                                                            | церемоније отварања и затварања, кошаркашки турнир          |
| 22—26. јул      | Светска лига у одбојци 2009.                                                                                        | завршница такмичења                                         |
| 2. септембар    | Ленард Коен | концерт                                                     |
| 3. октобар      | Антонис Ремос | концерт                                                     |
| 17. октобар     | Северина | концерт                                                     |
| 18. октобар     | Сједињене Америчке Државе                                                                                           | концерт                                                     |
| 31. октобар     | Рибља чорба | концерт                                                     |
| 5. новембар     | Ерос Рамацоти | концерт                                                     |
| 10. новембар    | Уједињено Краљевство                                                                                                | концерт                                                     |
| 11. новембар    | Уједињено Краљевство                                                                                                | концерт                                                     |
| 13. новембар    | Том Џоунс | концерт                                                     |
| 28. новембар    | Србија | концерт                                                     |
| 4—6. децембар   | Мики и Мини — чудесно путовање                                                                                      | представа на леду                                           |
| 11. децембар    | Харис Џиновић | концерт                                                     |
| 15. децембар    | Сједињене Америчке Државе                                                                                           | концерт                                                     |
| 25—27. децембар | Мистерија | представа на леду                                           |

### 2010.
| Датум             | Догађај                                     | О догађају                                                  |
| ----------------- | ------------------------------------------- | ----------------------------------------------------------- |
| 6. и 7. фебруар   | Фед куп 2010: Србија — Русија               | тениски мечеви, прво коло                                   |
| 10. фебруар       | Француска                                   | концерт                                                     |
| 14. фебруар       | Тони Цетински                               | концерт                                                     |
| 26. фебруар       | Уједињено Краљевство                        | концерт                                                     |
| 5—7. март         | Дејвис куп 2010: Србија — САД               | тениски мечеви, прво коло                                   |
| 20. март          | Њемачка                                     | концерт                                                     |
| 27. март          | Плави оркестар                              | концерт                                                     |
| 28. март          | Њемачка                                     | концерт                                                     |
| 30. март          | Евролига 2009/10: Партизан — Макаби Електра | кошаркашка утакмица, 3. коло четвртфинала Евролиге 2009/10. |
| 1. април          | Евролига 2009/10: Партизан — Макаби Електра | кошаркашка утакмица, 4. коло четвртфинала Евролиге 2009/10. |
| 24. и 25. април   | Фед куп 2010: Србија — Словачка             | тениски мечеви, плеј-оф за опстанак у Светској групи        |
| 8. мај            | Давид Гета                                  | ди-џеј наступ                                               |
| 11. мај           | Марија Шерифовић                            | концерт                                                     |
| 15. мај           | Јелена Карлеуша                             | концерт                                                     |
| 29. мај           | Џеј Рамадановски                            | концерт                                                     |
| 3. јун            | Елтон Џон                                   | концерт                                                     |
| 6. јун            | Боб Дилан                                   | концерт                                                     |
| 9. јун            | Ерик Клептон и Стив Винвуд                  | концерт                                                     |
| 25. јун           | Уједињено Краљевство                        | концерт                                                     |
| 22. август        | Србија — Кина                               | пријатељска кошаркашка утакмица                             |
| 17—19. септембар  | Дејвис куп 2010: Србија — Чешка             | тениски мечеви, полуфинале                                  |
| 23. септембар     | Сједињене Америчке Државе                   | концерт                                                     |
| 2. октобар        | Кики Лесендрић и Пилоти                     | концерт                                                     |
| 16. и 17. октобар | Парни ваљак                                 | концерт                                                     |
| 23. октобар       | Сека Алексић                                | концерт                                                     |
| 3. и 4. новембар  | Аца Лукас                                   | концерт                                                     |
| 17. новембар      | Француска                                   | концерт                                                     |
| 3—5. децембар     | Дејвис куп 2010: Србија — Француска         | тениски мечеви, финале                                      |
| 10. децембар      | Сергеј Ћетковић                             | концерт                                                     |
| 17. децембар      | : и Дејвид Моралес                          | концерт и ди-џеј наступ                                     |
| 20. децембар      | Анаи                                        | концерт                                                     |
| 23. децембар      | Аца Лукас                                   | концерт                                                     |
| 31. децембар      | Харис Џиновић и Владо Георгиев              | новогодишњи концерт                                         |

### 2011.
| Датум             | Догађај                                             | О догађају                                                 |
| ----------------- | --------------------------------------------------- | ---------------------------------------------------------- |
| 26. јануар        | Евролига 2010/11: Партизан — Ефес Пилсен            | кошаркашка утакмица, 2. коло Топ 16 фазе Евролиге 2010/11. |
| 3. фебруар        | Евролига 2010/11: Партизан — Монтепаски Сијена      | кошаркашка утакмица, 3. коло Топ 16 фазе Евролиге 2010/11. |
| 24. фебруар       | Евролига 2010/11: Партизан — Реал Мадрид            | кошаркашка утакмица, 5. коло Топ 16 фазе Евролиге 2010/11. |
| 27. фебруар       | Ванеса Меј                                          | концерт                                                    |
| 8. март           | Жељко Самарџић                                      | концерт                                                    |
| 22. март          | Уједињено Краљевство                                | концерт                                                    |
| 1. април          | Тап 011                                             | концерт                                                    |
| 10. април         | Њемачка                                             | концерт                                                    |
| 9. мај            | Шакира                                              | концерт                                                    |
| 21. мај           | Уједињено Краљевство                                | концерт                                                    |
| 29. мај           | Џо Кокер                                            | концерт                                                    |
| 4. јун            | Уједињено Краљевство                                | концерт                                                    |
| 8. јун            | Стинг                                               | концерт                                                    |
| 18. јун           | Звезде Гранда                                       | музичко такмичење, финале                                  |
| 1. јул            | и                                                   | концерт                                                    |
| 6. јул            | Карлос Сантана                                      | концерт                                                    |
| 31. јул           | Слеш                                                | концерт                                                    |
| 16—18. септембар  | Дејвис куп 2011: Србија — Аргентина                 | тениски мечеви, полуфинале                                 |
| 20. септембар     | Брајан Фери                                         | концерт                                                    |
| 23. септембар     | Фетбој Слим                                         | ди-џеј наступ                                              |
| 10. октобар       | Жан Мишел Жар                                       | концерт                                                    |
| 20. и 21. октобар | Лепа Брена                                          | концерт                                                    |
| 26. октобар       | Борис Березовски                                    | клавирски концерт                                          |
| 30. октобар       | Шаде                                                | концерт                                                    |
| 3. новембар       | Аца Лукас                                           | концерт                                                    |
| 6. новембар       | Монсерат Кабаље                                     | концерт                                                    |
| 25—27. новембар   | Дино Мерлин                                         | концерт                                                    |
| 14. децембар      | Едвин Мартон +                                      | концерт                                                    |
| 21. децембар      | Михалис Хацијанис                                   | концерт                                                    |
| 31. децембар      | Аца Лукас, Ивана Селаков, Оркестар Дејана Петровића | концерт                                                    |

### 2012.
| Датум          | Догађај                                                                 | О догађају                                                                           |
| -------------- | ----------------------------------------------------------------------- | ------------------------------------------------------------------------------------ |
| 21—29. јануар  | Европско првенство у рукомету 2012.                                     | рукометно такмичење (група 1 другог круга, полуфинале и финале)                      |
| 14. фебруар    | Тони Цетински                                                           | концерт                                                                              |
| 28. фебруар    | Јапан                                                                   | концерт                                                                              |
| 6—11. март     | Европско првенство у рвању 2012.                                        | такмичење у рвању грчко-римским и слободним стилом                                   |
| 28. април      | Београдски синдикат                                                     | концерт                                                                              |
| 31. мај        | Сједињене Америчке Државе                                               | концерт                                                                              |
| 1. јун         | Заз                                                                     | концерт                                                                              |
| 18. август     | Квалификације за Европско првенство у кошарци 2013.: Србија — Црна Гора | кошаркашка утакмица                                                                  |
| 22. септембар  |                                                                         | концерт                                                                              |
| 20. октобар    | Уједињено Краљевство                                                    | музичко-плесни догађај                                                               |
| 26. октобар    | Нина Бадрић                                                             | концерт                                                                              |
| 30. октобар    | Стив Вај                                                                | концерт                                                                              |
| 3. новембар    | Аца Лукас                                                               | концерт                                                                              |
| 8. новембар    | Успавана лепотица                                                       | балетска представа                                                                   |
| 20. новембар   | Џенифер Лопез                                                           | концерт                                                                              |
| 4—16. децембар | Европско првенство у рукомету за жене 2012.                             | рукометно такмичење (група А првог круга, група 1 другог круга, полуфинале и финале) |
| 22. децембар   | Прљаво казалиште                                                        | концерт                                                                              |
| 29. децембар   | Смак                                                                    | концерт                                                                              |

### 2013.
| Датум                    | Догађај                                                    | О догађају |
| ------------------------ | ---------------------------------------------------------- | --- |
| 7—10. фебруар            | Микијева магична представа                                 | представа |
| 14. фебруар              | Сергеј Ћетковић                                            | концерт |
| 23. фебруар              | Лабудово језеро на леду                                    | балетска представа на леду |
| 2. март                  | Халид Бешлић                                               | концерт |
| 8. март                  | Жељко Самарџић                                             | концерт |
| 23. март                 | Рибља чорба                                                | концерт |
| 30. март                 | Северина Вучковић                                          | концерт |
| 8. април                 | 21 Тошетова песма за 1 живот                               | меморијални концерт у част Тошета Проеског, учесници: Саша Ковачевић, Бојан Маровић, Милиграм, Борис Режак, Тања Бањанин, Зана, Вампири, Саша Васић, Алекса Јелић, Ана Штајдохар, Давор Јовановић, Вива вокс |
| 15. април                | Бијонсе Ноулс                                              | концерт |
| 28. април                | Њемачка                                                    | концерт |
| 30. април                | Марк Нопфлер                                               | концерт |
| 10. мај                  | Андреа Бочели                                              | концерт |
| 25. јун                  | Сједињене Америчке Државе                                  | концерт |
| 30. јун                  | Уједињено Краљевство                                       | концерт |
| 15. јул                  | Ерик Бардон                                                | концерт |
| 10. и 11. август         | Трофеј Београда 2013.                                      | кошаркашки турнир, учесници: Словенија, Србија, Турска, Украјина |
| 12. август               | Србија — Русија                                            | пријатељска кошаркашка утакмица |
| 1. септембар             | Роџер Вотерс                                               | концерт |
| 13—15. септембар         | Дејвис куп 2013 — светска група: Србија — Канада           | тениски мечеви, полуфинале |
| 23. септембар            | : Села Су, Нина Несбит,                                    | музички фестивал |
| 5. октобар               | Питер Гејбријел                                            | концерт |
| 12. октобар              | Белгија                                                    | концерт |
| 17. октобар              | Евролига 2013/14: Црвена звезда Телеком — Локомотива Кубањ | кошаркашка утакмица, 1. коло Топ 24 фазе Евролиге 2013/14. |
| 19. октобар              | Ацо Пејовић                                                | концерт |
| 25. октобар              | Џибони                                                     | концерт |
| 1—3. новембар            | Дизни на леду: Свет из маште                               | представа на леду |
| 15—17. новембар          | Дејвис куп 2013 — светска група: Србија — Чешка            | тениски мечеви, финале |
| 23. новембар             | Тони Цетински                                              | концерт |
| 29. новембар—1. децембар | Илузионисти: Сведоци немогућег                             | мађионичарска представа |
| 5. децембар              | Евролига 2013/14: Партизан НИС — Будивељник                | кошаркашка утакмица, 8. коло Топ 24 фазе Евролиге 2013/14. |
| 12. децембар             | Евролига 2013/14: Црвена звезда Телеком — Лаборал Кућа     | кошаркашка утакмица, 9. коло Топ 24 фазе Евролиге 2013/14. |
| 15—22. децембар          | Светско првенство у рукомету за жене 2013.                 | рукометно такмичење (осмина финала, четвртфинале, полуфинале и финале) |
| 28. децембар             | Неверне бебе                                               | концерт |

### 2014.
| Датум              | Догађај                                                                         | О догађају                                                        |
| ------------------ | ------------------------------------------------------------------------------- | ----------------------------------------------------------------- |
| 2. јануар          | Евролига 2013/14: Партизан НИС — Реал Мадрид                                    | кошаркашка утакмица, 1. коло Топ 16 фазе Евролиге 2013/14.        |
| 17. јануар         | Евролига 2013/14: Партизан НИС — ЦСКА Москва                                    | кошаркашка утакмица, 3. коло Топ 16 фазе Евролиге 2013/14.        |
| 31. јануар         | Евролига 2013/14: Партизан НИС — Локомотива Кубањ                               | кошаркашка утакмица, 5. коло Топ 16 фазе Евролиге 2013/14.        |
| 14. фебруар        | Дорис Драговић                                                                  | концерт                                                           |
| 18. фебруар        | Уједињено Краљевство                                                            | концерт                                                           |
| 20. фебруар        | Евролига 2013/14: Партизан НИС — Галатасарај ЛХ                                 | кошаркашка утакмица, 7. коло Топ 16 фазе Евролиге 2013/14.        |
| 6. март            | Евролига 2013/14: Партизан НИС — Бајерн Минхен                                  | кошаркашка утакмица, 9. коло Топ 16 фазе Евролиге 2013/14.        |
| 8. март            | Парни ваљак                                                                     | концерт                                                           |
| 18. март           | Lord of the Dance                                                               | музичко-плесни догађај                                            |
| 20. март           | Евролига 2013/14: Партизан НИС — Макаби Електра                                 | кошаркашка утакмица, 11. коло Топ 16 фазе Евролиге 2013/14.       |
| 23. март           | 2014.                                                                           | музичко такмичење, финале                                         |
| 26. март           | Еврокуп 2013/14: Црвена звезда Телеком — Будивељник                             | кошаркашка утакмица, четвртфинале Еврокупа 2013/14.               |
| 2. април           | Еврокуп 2013/14: Црвена звезда Телеком — УНИКС Казањ                            | кошаркашка утакмица, полуфинале Еврокупа 2013/14.                 |
| 4. април           | Евролига 2013/14: Партизан НИС — Жалгирис                                       | кошаркашка утакмица, 13. коло Топ 16 фазе Евролиге 2013/14.       |
| 5. април           | Дубиоза колектив (+ гости )                                                     | концерт                                                           |
| 24. април          | Фајнал фор Јадранске лиге 2013/14, полуфинале 1: Црвена звезда Телеком — Цибона | кошаркашка утакмица                                               |
| 25. април          | Фајнал фор Јадранске лиге 2013/14, полуфинале 2: Партизан НИС — Цедевита        | кошаркашка утакмица                                               |
| 27. април          | Фајнал фор Јадранске лиге 2013/14, финале: Цибона — Цедевита                    | кошаркашка утакмица                                               |
| 6. јун             | Владо Георгиев                                                                  | концерт                                                           |
| 15. јун            | Том Џоунс                                                                       | концерт                                                           |
| 16. и 17. август   | Трофеј Београда 2014.                                                           | кошаркашки турнир, учесници: Аргентина, Порторико, Србија, Турска |
| 24. септембар      | Il Divo                                                                         | концерт                                                           |
| 3. октобар         | Драгана Мирковић                                                                | концерт                                                           |
| 11. октобар        |                                                                                 | музички фестивал, учесници: ,                                     |
| 16. октобар        | Евролига 2014/15: Црвена звезда Телеком — Галатасарај ЛХ                        | кошаркашка утакмица, 1. коло Топ 24 фазе Евролиге 2014/15.        |
| 30. октобар        | Евролига 2014/15: Црвена звезда Телеком — Валенсија                             | кошаркашка утакмица, 3. коло Топ 24 фазе Евролиге 2014/15.        |
| 7. новембар        | Евролига 2014/15: Црвена звезда Телеком — Олимпијакос                           | кошаркашка утакмица, 4. коло Топ 24 фазе Евролиге 2014/15.        |
| 11. новембар       | Зорица Брунцлик                                                                 | концерт                                                           |
| 27. новембар       | Евролига 2014/15: Црвена звезда Телеком — Нептунас                              | кошаркашка утакмица, 7. коло Топ 24 фазе Евролиге 2014/15.        |
| 29. новембар       | Милиграм                                                                        | концерт                                                           |
| 6. децембар        | Шабан Шаулић, Харис Џиновић, Ана Бекута                                         | концерт                                                           |
| 8. децембар        | Пласидо Доминго                                                                 | концерт                                                           |
| 12. и 13. децембар | Здравко Чолић                                                                   | концерт                                                           |

### 2015.
| Датум                   | Догађај                                                  | О догађају                                                                                               |
| ----------------------- | -------------------------------------------------------- | --- |
| 2. јануар               | Евролига 2014/15: Црвена звезда Телеком — Реал Мадрид    | кошаркашка утакмица, 1. коло Топ 16 фазе Евролиге 2014/15.                                               |
| 16. јануар              | Евролига 2014/15: Црвена звезда Телеком — Галатасарај ЛХ | кошаркашка утакмица, 3. коло Топ 16 фазе Евролиге 2014/15.                                               |
| 30. јануар и 1. фебруар | Ледено доба уживо                                        | представа на леду                                                                                        |
| 5. фебруар              | Евролига 2014/15: Црвена звезда Телеком — Жалгирис       | кошаркашка утакмица, 6. коло Топ 16 фазе Евролиге 2014/15.                                               |
| 13—15. фебруар          | 2015.                                                    | музичко такмичење, аудиције                                                                              |
| 5. март                 | Евролига 2014/15: Црвена звезда Телеком — Макаби Електра | кошаркашка утакмица, 9. коло Топ 16 фазе Евролиге 2014/15.                                               |
| 19. март                | Евролига 2014/15: Црвена звезда Телеком — Барселона      | кошаркашка утакмица, 11. коло Топ 16 фазе Евролиге 2014/15.                                              |
| 9. мај                  | Вива вокс                                                | концерт                                                                                                  |
| 15. мај                 | Балканополис и пријатељи                                 | добротворни концерт, учесници: Слободан Тркуља и Балканополис, Мариза, Олета Адамс, Мајса Кара, Баба Мал |
| 26. мај                 |                                                          | музички фестивал, учесници: Индила, Сара Јовановић, Невена Божовић, Земља грува                          |
| 6. јун                  | Сједињене Америчке Државе                                | концерт                                                                                                  |
| 21. јун                 | 2015.                                                    | музичко такмичење, суперфинале                                                                           |
| 28. јун                 | БеоБаскет старс                                          | егзибициони кошаркашки турнир                                                                            |
| 29. јун                 | : ,                                                      | концерти у оквиру фестивала                                                                              |
| 30. јун                 | :                                                        | концерт у оквиру фестивала                                                                               |
| 1. јул                  | Анастасија                                               | концерт                                                                                                  |
| 12. август              | Србија — Француска                                       | пријатељска кошаркашка утакмица                                                                          |
| 15. и 16. август        | Трофеј Београда 2015.                                    | кошаркашки турнир, учесници: Венецуела, Кина, Русија, Србија                                             |
| 10. и 11. октобар       | 14. Галебов Трофеј Београда                              | теквондо такмичење                                                                                       |
| 15. октобар             | Евролига 2015/16: Црвена звезда МТС — Стразбур ИГ        | кошаркашка утакмица, 1. коло Топ 24 фазе Евролиге 2015/16.                                               |
| 24. и 25. октобар       | Дино Мерлин                                              | концерт                                                                                                  |
| 30. октобар             | финално вече 20. Светског првенства у кик-боксу          | кик-бокс такмичење                                                                                       |
| 3. новембар             | Аца Лукас                                                | концерт                                                                                                  |
| 6. новембар             | Евролига 2015/16: Црвена звезда МТС — Фенербахче         | кошаркашка утакмица, 4. коло Топ 24 фазе Евролиге 2015/16.                                               |
| 11. децембар            | Жељко Јоксимовић                                         | концерт                                                                                                  |

### 2016.
| Датум                  | Догађај                                                         | О догађају |
| ---------------------- | --------------------------------------------------------------- | --- |
| 10—23. јануар          | Европско првенство у ватерполу 2016.                            | ватерполо такмичење |
| 2—13. фебруар          | Европско првенство у футсалу 2016.                              | такмичење у футсалу |
| 5. март                | Тони Цетински                                                   | концерт |
| 8. март                | Саша Матић                                                      | концерт |
| 11. март               | Евролига 2015/16: Црвена звезда МТС — Панатинаикос              | кошаркашка утакмица, 10. коло Топ 16 фазе Евролиге 2015/16. |
| 22. март               | Бараж за Светско првенство у футсалу 2016: Србија — Португалија | футсал утакмица |
| 31. март               | Евролига 2015/16: Црвена звезда МТС — Дарушафака Догуш          | кошаркашка утакмица, 13. коло Топ 16 фазе Евролиге 2015/16. |
| 16. април              | Тропико бенд                                                    | концерт |
| 18. април              | Евролига 2015/16: Црвена звезда МТС — ЦСКА Москва               | кошаркашка утакмица, 3. утакмица четвртфиналне серије Евролиге 2015/16. |
| 23. април              | Владо Георгиев                                                  | концерт |
| 10. мај                | Енрике Иглесијас                                                | концерт |
| 25. јун                | Србија — Француска                                              | пријатељска кошаркашка утакмица |
| 28. јун                | Србија — Грчка                                                  | пријатељска кошаркашка утакмица |
| 4—9. јул               | квалификациони кошаркашки турнир за Олимпијске игре 2016.       | кошаркашки турнир, учесници: Ангола, Јапан, Летонија, Порторико, Србија, Чешка |
| 28. септембар          | У част Томе Здравковића                                         | концерт поводом 25 година од смрти Томе Здравковића, учесници: Стеван Анђелковић, Енес Беговић, Ана Бекута, Халид Бешлић, Марко Булат, Бора Ђорђевић, Снежана Ђуришић, Харис Џиновић, Горан Глухаковић, Зоран Калезић, Драган Којић Кеба, Душко Кулиш, Аца Лукас, Лепа Лукић, Саша Матић, Мерима Његомир, Ацо Пејовић, Маринко Роквић, Никола Роквић, Шабан Шаулић, Марија Шерифовић, Новица Здравковић, Легенде |
| 26. октобар            | Евролига 2016/17: Црвена звезда МТС — Барселона Ласа            | кошаркашка утакмица, 3. коло Евролиге 2016/17. |
| 4. новембар            | Евролига 2016/17: Црвена звезда МТС — Басконија                 | кошаркашка утакмица, 5. коло Евролиге 2016/17. |
| 11. новембар           | Вивалдиано                                                      | 3Д концертна представа уз нарацију и музику Антонија Вивалдија |
| 17. новембар           | Евролига 2016/17: Црвена звезда МТС — ЕА7 Емпорио Армани        | кошаркашка утакмица, 8. коло Евролиге 2016/17. |
| 19, 20. и 26. новембар | Бијело дугме                                                    | концерт |
| 23—25. децембар        | Петар Пан на леду                                               | представа на леду |
| 29. децембар           | Евролига 2016/17: Црвена звезда МТС — УНИКС Казањ               | кошаркашка утакмица, 29. коло Евролиге 2016/17. |
| 30. децембар           | Ђорђе Балашевић                                                 | концерт |

### 2017.
| Датум           | Догађај                                             | О догађају |
| --------------- | --------------------------------------------------- | --- |
| 25. фебруар     | Балканско првенство у атлетици у дворани 2017.      | атлетско такмичење |
| 3—5. март       | Европско првенство у атлетици у дворани 2017.       | атлетско такмичење |
| 22. март        | Евролига 2016/17: Црвена звезда МТС — Олимпијакос   | кошаркашка утакмица, 27. коло Евролиге 2016/17. |
| 25. март        | Словенија · Хрватска                                | концерт |
| 31. март        | Евролига 2016/17: Црвена звезда МТС — УНИКС Казањ   | кошаркашка утакмица, 29. коло Евролиге 2016/17. |
| 22. и 23. април | Маша и Медвед на леду                               | представа на леду |
| 29. април       | Аца Лукас                                           | концерт |
| 1. јул          | Сједињене Америчке Државе                           | концерт |
| 17. септембар   | Стинг                                               | концерт |
| 13—15. октобар  | Дизни на леду: Чаробна краљевства                   | представа на леду |
| 26. октобар     | Евролига 2017/18: Црвена звезда МТС — Макаби ФОКС   | кошаркашка утакмица, 4. коло Евролиге 2017/18. |
| 28. октобар     | Аустралија                                          | концерт |
| 2. новембар     | Евролига 2017/18: Црвена звезда МТС — Брозе Бамберг | кошаркашка утакмица, 5. коло Евролиге 2017/18. |
| 15. новембар    | Евролига 2017/18: Црвена звезда МТС — ЦСКА Москва   | кошаркашка утакмица, 7. коло Евролиге 2017/18. |
| 23. новембар    | Евролига 2017/18: Црвена звезда МТС — Басконија     | кошаркашка утакмица, 9. коло Евролиге 2017/18. |
| 24. новембар    | Луис Фонси                                          | концерт |
| 12. децембар    | Косово је срце Србије — Родољубима                  | концерт, учесници: Ана Бекута, Снежана Ђуришић, Мирослав Илић, Чеда Марковић, Вера Матовић, Оркестар Мише Мијатовића, Дејан Недић Тејовац, Драгица Радосављевић Цакана, Шабан Шаулић, Мира Шкорић, Радиша Урошевић, Ивана Жигон и Косовски божури |
| 15—17. децембар | Лепотица и звер на леду                             | представа на леду |
| 30. децембар    | Ђорђе Балашевић                                     | концерт |

### 2018.
| Датум             | Догађај | О догађају                                           |
| ----------------- | --- | ---------------------------------------------------- |
| 24. фебруар       | Њемачка | концерт                                              |
| 8. и 9. март      | Саша Матић | концерт                                              |
| 14. април         | Сека Алексић | концерт                                              |
| 21. април         | Дара Бубамара | концерт                                              |
| 24. мај           | Марија Шерифовић                                                                                                   | концерт                                              |
| 18. мај           | Фајнал фор Евролиге 2017/18: * полуфинале 1: Фенербахче Догуш — Жалгирис * полуфинале 2: ЦСКА Москва — Реал Мадрид | кошаркашке утакмице                                  |
| 20. мај           | Фајнал фор Евролиге 2017/18: * за треће место: ЦСКА Москва — Жалгирис * финале: Реал Мадрид — Фенербахче Догуш     | кошаркашке утакмице                                  |
| 10. јун           | Њемачка | концерт                                              |
| 7. септембар      | Брајан Фери | концерт                                              |
| 15. септембар     | Раста | концерт                                              |
| 6. октобар        | Шабан Шаулић | концерт                                              |
| 20. и 21. октобар | Лепа Брена | концерт                                              |
| 26. октобар       | Јадранска лига 2018/19: Партизан НИС — Задар                                                                       | кошаркашка утакмица, 5. коло Јадранске лиге 2018/19. |
| 28. октобар       | Џејсон Деруло | концерт                                              |
| 2. новембар       | Маја Беровић | концерт                                              |
| 22. новембар      | Ацо Пејовић | концерт                                              |
| 1. децембар       | Бајага и инструктори                                                                                               | концерт                                              |
| 7—9. децембар     | Снежана и седам патуљака на леду                                                                                   | представа на леду                                    |
| 15. децембар      | Горан Бреговић | концерт                                              |
| 17. децембар      | Ацо Пејовић | концерт                                              |
| 31. децембар      | Аца Лукас, Џала Брат, Буба Корели                                                                                  | новогодишњи концерт                                  |

### 2019.
| Датум              | Догађај                                                               | О догађају |
| ------------------ | --------------------------------------------------------------------- | --- |
| 29. јануар         |                                                                       | додела регионалних музичких награда |
| 8. март            | Ђани                                                                  | концерт |
| 11. април          | Квалификације за Светско првенство у рукомету 2020: Србија — Хрватска | рукометна утакмица |
| 12. април          | Србија — Бразил                                                       | пријатељска утакмица у футсалу |
| 3—5. мај           | Шетња са диносаурусима                                                | представа |
| 22. мај            | Холандија                                                             | концерт |
| 24—26. мај         | Европско првенство у кенду 2019.                                      | такмичење у кенду |
| 26. јун            | Радио Београд 202 — Велики рођендански концерт                        | концерт у част прославе 50 година Радио Београда 202, учесници: , Нено Белан и Фиуменс, Неверне бебе, Артан Лили, Земља грува, Дејан Цукић и спори ритам бенд, Бајага и инструктори |
| 2—7. јул           | Европско првенство у кошарци за жене 2019.                            | кошаркашко такмичење |
| 10. август         | Србија — Литванија                                                    | пријатељска кошаркашка утакмица |
| 19. септембар      | Партизан НИС — АЕК Атина                                              | пријатељска кошаркашка утакмица |
| 24. септембар      | Ерос Рамацоти                                                         | концерт |
| 8. октобар         | Еврокуп 2019/20: Партизан НИС — Тофаш                                 | кошаркашка утакмица, 2. коло Топ 24 фазе Еврокупа 2019/20. |
| 10. октобар        | Евролига 2019/20: Црвена звезда МТС — Фенербахче Беко                 | кошаркашка утакмица, 2. коло Евролиге 2019/20. |
| 1—3. новембар      | Чаролија на леду                                                      | представа на леду |
| 5. новембар        | Еврокуп 2019/20: Партизан НИС — Умана Рејер Венеција                  | кошаркашка утакмица, 6. коло Топ 24 фазе Еврокупа 2019/20. |
| 7. новембар        | Евролига 2019/20: Црвена звезда МТС — Реал Мадрид                     | кошаркашка утакмица, 7. коло Евролиге 2019/20. |
| 9. новембар        | Парни ваљак                                                           | концерт |
| 10. новембар       | Брајан Адамс                                                          | концерт |
| 15. новембар       | Евролига 2019/20: Црвена звезда МТС — Асвел                           | кошаркашка утакмица, 8. коло Евролиге 2019/20. |
| 17. новембар       | Јадранска лига 2019/20: Партизан НИС — Црвена звезда МТС              | кошаркашка утакмица, 7. коло Јадранске лиге 2019/20. |
| 20. новембар       | Еврокуп 2019/20: Партизан НИС — Ритас                                 | кошаркашка утакмица, 8. коло Топ 24 фазе Еврокупа 2019/20. |
| 23. новембар       | Северина                                                              | концерт |
| 29. и 30. новембар | Здравко Чолић                                                         | концерт |
| 1. децембар        | Јадранска лига 2019/20: Партизан НИС — Крка                           | кошаркашка утакмица, 9. коло Јадранске лиге 2019/20. |
| 6. децембар        | Уједињено Краљевство                                                  | концерт |
| 12. децембар       | Евролига 2019/20: Црвена звезда МТС — Киролбет Басконија              | кошаркашка утакмица, 13. коло Евролиге 2019/20. |
| 13. и 14. децембар | Здравко Чолић                                                         | концерт |
| 15. децембар       | Јадранска лига 2019/20: Партизан НИС — Цибона                         | кошаркашка утакмица, 11. коло Јадранске лиге 2019/20. |
| 17. децембар       | Еврокуп 2019/20: Партизан НИС — Лимож                                 | кошаркашка утакмица, 10. коло Топ 24 фазе Еврокупа 2019/20. |
| 20. децембар       | Евролига 2019/20: Црвена звезда МТС — Олимпијакос                     | кошаркашка утакмица, 15. коло Евролиге 2019/20. |
| 21. децембар       | Јадранска лига 2019/20: Партизан НИС — Игокеа                         | кошаркашка утакмица, 12. коло Јадранске лиге 2019/20. |
| 27. и 28. децембар | Здравко Чолић                                                         | концерт |
| 29. децембар       | Јадранска лига 2019/20: Партизан НИС — Копер Приморска                | кошаркашка утакмица, 13. коло Јадранске лиге 2019/20. |

### 2020.
| Датум       | Догађај                                                      | О догађају                                                 |
| ----------- | ------------------------------------------------------------ | ---------------------------------------------------------- |
| 2. јануар   | Евролига 2019/20: Црвена звезда МТС — Бајерн Минхен          | кошаркашка утакмица, 17. коло Евролиге 2019/20.            |
| 4. јануар   | Јадранска лига 2019/20: Партизан НИС — Морнар Бар            | кошаркашка утакмица, 14. коло Јадранске лиге 2019/20.      |
| 8. јануар   | Еврокуп 2019/20: Партизан НИС — Сегафредо Виртус Болоња      | кошаркашка утакмица, 1. коло Топ 16 фазе Еврокупа 2019/20. |
| 11. јануар  | Јадранска лига 2019/20: Партизан НИС — Цедевита Олимпија     | кошаркашка утакмица, 15. коло Јадранске лиге 2019/20.      |
| 15. јануар  | Евролига 2019/20: Црвена звезда МТС — Жалгирис               | кошаркашка утакмица, 19. коло Евролиге 2019/20.            |
| 17. јануар  | Евролига 2019/20: Црвена звезда МТС — АЛБА Берлин            | кошаркашка утакмица, 20. коло Евролиге 2019/20.            |
| 27. јануар  |                                                              | додела регионалних музичких награда                        |
| 31. јануар  | Евролига 2019/20: Црвена звезда МТС — Анадолу Ефес           | кошаркашка утакмица, 22. коло Евролиге 2019/20.            |
| 5. фебруар  | Евролига 2019/20: Црвена звезда МТС — Панатинаикос ОПАП      | кошаркашка утакмица, 23. коло Евролиге 2019/20.            |
| 9. фебруар  | Јадранска лига 2019/20: Партизан НИС — Будућност ВОЛИ        | кошаркашка утакмица, 19. коло Јадранске лиге 2019/20.      |
| 14. фебруар | Наташа Беквалац                                              | концерт                                                    |
| 21. фебруар | Евролига 2019/20: Црвена звезда МТС — ЦСКА Москва            | кошаркашка утакмица, 25. коло Евролиге 2019/20.            |
| 4. март     | Еврокуп 2019/20: Партизан НИС — Доломити Енерђија Тренто     | кошаркашка утакмица, 6. коло Топ 16 фазе Еврокупа 2019/20. |
| 5. март     | Еврокуп 2019/20: Дарушафака Текфен — Сегафредо Виртус Болоња | кошаркашка утакмица, 6. коло Топ 16 фазе Еврокупа 2019/20. |
| 8. март     | Србија                                                       | концерт                                                    |
| 9. март     | Јадранска лига 2019/20: Партизан НИС — Мега Бемакс           | кошаркашка утакмица, 21. коло Јадранске лиге 2019/20.      |

### 2021.
| Датум                   | Догађај                                                  | О догађају                                                         |
| ----------------------- | -------------------------------------------------------- | ------------------------------------------------------------------ |
| 19. август—4. септембар | Европско првенство у одбојци за жене 2021.               | група А, осмина финала, четвртфинале, полуфинале и финале          |
| 16. септембар           | Партизан НИС — Анадолу Ефес                              | пријатељска кошаркашка утакмица, опроштајни меч Новице Величковића |
| 9. октобар              | Јадранска лига 2021/22: Партизан НИС — СЦ Дерби          | кошаркашка утакмица, 3. коло Јадранске лиге 2021/22.               |
| 13. октобар             | Евролига 2021/22: Црвена звезда МТС — Жалгирис           | кошаркашка утакмица, 3. коло Евролиге 2021/22.                     |
| 24. октобар—6. новембар | Светско првенство у боксу                                |                                                                    |
| 17. новембар            | Еврокуп 2021/22: Партизан НИС — Лијеткабелис             | кошаркашка утакмица, 5. коло Еврокупа 2021/22.                     |
| 20. новембар            | Јадранска лига 2021/22: Партизан НИС — Будућност ВОЛИ    | кошаркашка утакмица, 9. коло Јадранске лиге 2021/22.               |
| 11. децембар            | Јадранска лига 2021/22: Партизан НИС — Цедевита Олимпија | кошаркашка утакмица, 11. коло Јадранске лиге 2021/22.              |
| 15. децембар            | Еврокуп 2021/22: Партизан НИС — Шлонск Вроцлав           | кошаркашка утакмица, 7. коло Еврокупа 2021/22.                     |

### 2022.
| Датум              | Догађај | О догађају                                            |
| ------------------ | --- | ----------------------------------------------------- |
| 3. јануар          | Јадранска лига 2021/22: Партизан НИС — Задар                                                                  | кошаркашка утакмица, 14. коло Јадранске лиге 2021/22. |
| 5. јануар          | Јадранска лига 2021/22: Партизан НИС — Сплит                                                                  | кошаркашка утакмица, 15. коло Јадранске лиге 2021/22. |
| 12. јануар         | Еврокуп 2021/22: Партизан НИС — Доломити енерђија Тренто                                                      | кошаркашка утакмица, 9. коло Еврокупа 2021/22.        |
| 18—20. март        | Светско првенство у атлетици у дворани 2022.                                                                  | атлетско такмичење                                    |
| 14. април          | Аца Лукас | концерт                                               |
| 20. април          | Еврокуп 2021/22: Партизан НИС — Фрути екстра Бурсаспор                                                        | кошаркашка утакмица, осмина финала Еврокупа 2021/22.  |
| 12. мај            | Аустралија | концерт                                               |
| 19. мај            | Фајнал фор Евролиге 2021/22: полуфинале 1: Барселона — Реал Мадрид * полуфинале 2: Олимпијакос — Анадолу Ефес | кошаркашке утакмице                                   |
| 21. мај            | Фајнал фор Евролиге 2021/22: * за треће место: Барселона — Олимпијакос * финале: Реал Мадрид — Анадолу Ефес   | кошаркашке утакмице                                   |
| 23. мај            | Словенија · Хрватска                                                                                          | концерт                                               |
| 24. мај            | Уједињено Краљевство                                                                                          | концерт                                               |
| 6—15. јул          | Европско првенство у стоном тенису за млађе категорије 2022.                                                  | стонотениско такмичење                                |
| 10—18. септембар   | Светско првенство у рвању 2022.                                                                               | рвачко такмичење                                      |
| 16. октобар        | Јадранска лига 2022/23: Партизан Моцарт бет — СЦ Дерби                                                        | кошаркашка утакмица, 3. коло Јадранске лиге 2022/23.  |
| 18. октобар        | Евролига 2022/23: Партизан Моцарт бет — ЕА7 Олимпија Милано                                                   | кошаркашка утакмица, 3. коло Евролиге 2022/23.        |
| 20. октобар        | Евролига 2022/23: Партизан Моцарт бет — Виртус Сегафредо Болоња                                               | кошаркашка утакмица, 4. коло Евролиге 2022/23.        |
| 22. октобар        | Лара Фабијан                                                                                                  | концерт                                               |
| 27. октобар        | Евролига 2022/23: Партизан Моцарт бет — Жалгирис                                                              | кошаркашка утакмица, 5. коло Евролиге 2022/23.        |
| 30. октобар        | Јадранска лига 2022/23: Партизан Моцарт бет — Мега МИС                                                        | кошаркашка утакмица, 5. коло Јадранске лиге 2022/23.  |
| 3. новембар        | Аца Лукас | концерт                                               |
| 11. новембар       | Петар Грашо                                                                                                   | концерт                                               |
| 18. новембар       | Евролига 2022/23: Партизан Моцарт бет — Макаби Платика                                                        | кошаркашка утакмица, 8. коло Евролиге 2022/23.        |
| 20. децембар       | Јадранска лига 2022/23: Партизан Моцарт бет — Сплит                                                           | кошаркашка утакмица, 7. коло Јадранске лиге 2022/23.  |
| 24. новембар       | Андре Рију | концерт                                               |
| 1. децембар        | Евролига 2022/23: Партизан Моцарт бет — Валенсија                                                             | кошаркашка утакмица, 11. коло Евролиге 2022/23.       |
| 4. децембар        | Јадранска лига 2022/23: Партизан Моцарт бет — Будућност ВОЛИ                                                  | кошаркашка утакмица, 9. коло Јадранске лиге 2022/23.  |
| 8. децембар        | Евролига 2022/23: Партизан Моцарт бет — Црвена звезда МТС                                                     | кошаркашка утакмица, 12. коло Евролиге 2022/23.       |
| 10. и 11. децембар | Мирослав Илић                                                                                                 | концерт                                               |
| 16. децембар       | Евролига 2022/23: Партизан Моцарт бет — Анадолу Ефес                                                          | кошаркашка утакмица, 14. коло Евролиге 2022/23.       |
| 19. децембар       | Јадранска лига 2022/23: Партизан Моцарт бет — ФМП                                                             | кошаркашка утакмица, 11. коло Јадранске лиге 2022/23. |
| 29. децембар       | Евролига 2022/23: Партизан Моцарт бет — Бајерн Минхен                                                         | кошаркашка утакмица, 16. коло Евролиге 2022/23.       |

### 2023.
| Датум                                  | Догађај                                                                  | О догађају                                                                 |
| -------------------------------------- | ------------------------------------------------------------------------ | -------------------------------------------------------------------------- |
| 2. јануар                              | Јадранска лига 2022/23: Партизан Моцарт бет — Задар                      | кошаркашка утакмица, 13. коло Јадранске лиге 2022/23.                      |
| 5. јануар                              | Евролига 2022/23: Партизан Моцарт бет — Монако                           | кошаркашка утакмица, 17. коло Евролиге 2022/23.                            |
| 8. јануар                              | Јадранска лига 2022/23: Партизан Моцарт бет — Цибона                     | кошаркашка утакмица, 14. коло Јадранске лиге 2022/23.                      |
| 13. јануар                             | Евролига 2022/23: Партизан Моцарт бет — Казу Басконија                   | кошаркашка утакмица, 19. коло Евролиге 2022/23.                            |
| 16. јануар                             | Јадранска лига 2022/23: Партизан Моцарт бет — МЗТ Скопље Аеродром        | кошаркашка утакмица, 15. коло Јадранске лиге 2022/23.                      |
| 25. и 26. јануар                       |                                                                          | додела регионалних музичких награда                                        |
| 31. јануар                             | Евролига 2022/23: Партизан Моцарт бет — Асвел                            | кошаркашка утакмица, 22. коло Евролиге 2022/23.                            |
| 23. фебруар                            | Евролига 2022/23: Партизан Моцарт бет — Фенербахче Беко                  | кошаркашка утакмица, 25. коло Евролиге 2022/23.                            |
| 2. март                                | Евролига 2022/23: Партизан Моцарт бет — АЛБА Берлин                      | кошаркашка утакмица, 26. коло Евролиге 2022/23.                            |
| 8. и 9. март                           | Саша Матић                                                               | концерт                                                                    |
| 13. март                               | Јадранска лига 2022/23: Партизан Моцарт бет — Црвена звезда Меридијанбет | кошаркашка утакмица, 21. коло Јадранске лиге 2022/23.                      |
| 24. март                               | Евролига 2022/23: Партизан Моцарт бет — Олимпијакос                      | кошаркашка утакмица, 30. коло Евролиге 2022/23.                            |
| 26. март                               | Јадранска лига 2022/23: Партизан Моцарт бет — Цедевита Олимпија          | кошаркашка утакмица, 23. коло Јадранске лиге 2022/23.                      |
| 28. март                               | Евролига 2022/23: Партизан Моцарт бет — Барселона                        | кошаркашка утакмица, 31. коло Евролиге 2022/23.                            |
| 31. март                               | Евролига 2022/23: Партизан Моцарт бет — Реал Мадрид                      | кошаркашка утакмица, 32. коло Евролиге 2022/23.                            |
| 7. април                               | Јелена Розга                                                             | концерт                                                                    |
| 10. април                              | Јадранска лига 2022/23: Партизан Моцарт бет — Игокеа м:тел               | кошаркашка утакмица, 25. коло Јадранске лиге 2022/23.                      |
| 14. април                              | Евролига 2022/23: Партизан Моцарт бет — Панатинаикос                     | кошаркашка утакмица, 34. коло Евролиге 2022/23.                            |
| 21. април                              | Ерос Рамацоти                                                            | концерт                                                                    |
| 2. мај                                 | Евролига 2022/23: Партизан Моцарт бет — Реал Мадрид                      | кошаркашка утакмица, 3. коло плеј-офа Евролиге 2022/23.                    |
| 4. мај                                 | Евролига 2022/23: Партизан Моцарт бет — Реал Мадрид                      | кошаркашка утакмица, 4. коло плеј-офа Евролиге 2022/23.                    |
| 22. мај                                | Јадранска лига 2022/23: Партизан Моцарт бет — СЦ Дерби                   | кошаркашка утакмица, 3. коло четвртфинала плеј-офа Јадранске лиге 2022/23. |
| 28. мај                                | Јадранска лига 2022/23: Партизан Моцарт бет — Цедевита Олимпија          | кошаркашка утакмица, 1. коло полуфинала плеј-офа Јадранске лиге 2022/23.   |
| 6. јун                                 | Јадранска лига 2022/23: Партизан Моцарт бет — Цедевита Олимпија          | кошаркашка утакмица, 3. коло полуфинала плеј-офа Јадранске лиге 2022/23.   |
| 13. јун                                | Јадранска лига 2022/23: Партизан Моцарт бет — Црвена звезда Меридијанбет | кошаркашка утакмица, 1. коло финала плеј-офа Јадранске лиге 2022/23.       |
| 15. јун                                | Јадранска лига 2022/23: Партизан Моцарт бет — Црвена звезда Меридијанбет | кошаркашка утакмица, 2. коло финала плеј-офа Јадранске лиге 2022/23.       |
| 22. јун                                | Јадранска лига 2022/23: Партизан Моцарт бет — Црвена звезда Меридијанбет | кошаркашка утакмица, 5. коло финала плеј-офа Јадранске лиге 2022/23.       |
| 25. јун                                | Њемачка                                                                  | концерт                                                                    |
| 16. август                             | Србија — Порторико                                                       | пријатељска кошаркашка утакмица                                            |
| 16—24. септембар                       | Светско првенство у рвању 2023.                                          | рвачко такмичење                                                           |
| 28—30. септембар                       | Александра Пријовић                                                      | концерт                                                                    |
| 2. октобар                             | Јадранска лига 2023/24: Партизан Моцарт бет — Морнар Барско злато        | кошаркашка утакмица, 1. коло Јадранске лиге 2023/24.                       |
| 5. октобар                             | Евролига 2023/24: Црвена звезда Меридијанбет — Асвел                     | кошаркашка утакмица, 1. коло Евролиге 2023/24.                             |
| 8. октобар                             | Јадранска лига 2023/24: Црвена звезда Меридијанбет — Цедевита Олимпија   | кошаркашка утакмица, 2. коло Јадранске лиге 2023/24.                       |
| 14. октобар                            | Јадранска лига 2023/24: Партизан Моцарт бет — Цибона                     | кошаркашка утакмица, 3. коло Јадранске лиге 2023/24.                       |
| 17. октобар                            | Евролига 2023/24: Партизан Моцарт бет — Барселона                        | кошаркашка утакмица, 3. коло Евролиге 2023/24.                             |
| 18. октобар                            | Евролига 2023/24: Црвена звезда Меридијанбет — Монако                    | кошаркашка утакмица, 3. коло Евролиге 2023/24.                             |
| 20. и 22. октобар                      | Џибони                                                                   | концерт                                                                    |
| 24. октобар                            | Хаусер                                                                   | концерт                                                                    |
| 26. октобар                            | Евролига 2023/24: Партизан Моцарт бет — Црвена звезда Меридијанбет       | кошаркашка утакмица, 5. коло Евролиге 2023/24.                             |
| 28. октобар                            |                                                                          | концерт                                                                    |
| 30. октобар                            | Јадранска лига 2023/24: Партизан Моцарт бет — Црвена звезда Меридијанбет | кошаркашка утакмица, 5. коло Јадранске лиге 2023/24.                       |
| 2. новембар                            | Евролига 2023/24: Црвена звезда Меридијанбет — Бајерн Минхен             | кошаркашка утакмица, 6. коло Евролиге 2023/24.                             |
| 3. новембар                            | Аца Лукас                                                                | концерт                                                                    |
| 5. новембар                            | Јадранска лига 2023/24: Црвена звезда Меридијанбет — Будућност ВОЛИ      | кошаркашка утакмица, 6. коло Јадранске лиге 2023/24.                       |
| 9. новембар                            | Евролига 2023/24: Партизан Моцарт бет — Фенербахче Беко                  | кошаркашка утакмица, 7. коло Евролиге 2023/24.                             |
| 12. новембар                           | Јадранска лига 2023/24: Партизан Моцарт бет — Игокеа м:тел               | кошаркашка утакмица, 7. коло Јадранске лиге 2023/24.                       |
| 14. новембар                           | Евролига 2023/24: Црвена звезда Меридијанбет — Фенербахче Беко           | кошаркашка утакмица, 8. коло Евролиге 2023/24.                             |
| 17. новембар                           | Евролига 2023/24: Партизан Моцарт бет — АЛБА Берлин                      | кошаркашка утакмица, 9. коло Евролиге 2023/24.                             |
| 18. и 19. новембар, 21. и 22. новембар | Дино Мерлин                                                              | концерт                                                                    |
| 24. новембар                           | Евролига 2023/24: Црвена звезда Меридијанбет — ЕА7 Олимпија Милано       | кошаркашка утакмица, 10. коло Евролиге 2023/24.                            |
| 27. новембар                           | Јадранска лига 2023/24: Партизан Моцарт бет — Борац Моцарт               | кошаркашка утакмица, 9. коло Јадранске лиге 2023/24.                       |
| 30. новембар                           | Евролига 2023/24: Партизан Моцарт бет — Панатинаикос                     | кошаркашка утакмица, 11. коло Евролиге 2023/24.                            |
| 1. децембар                            | Евролига 2023/24: Црвена звезда Меридијанбет — Анадолу Ефес              | кошаркашка утакмица, 11. коло Евролиге 2023/24.                            |
| 3. децембар                            | Јадранска лига 2023/24: Црвена звезда Меридијанбет — Цибона              | кошаркашка утакмица, 10. коло Јадранске лиге 2023/24.                      |
| 5. децембар                            | Евролига 2023/24: Партизан Моцарт бет — Монако                           | кошаркашка утакмица, 12. коло Евролиге 2023/24.                            |
| 7. децембар                            | Евролига 2023/24: Партизан Моцарт бет — ЕА7 Олимпија Милано              | кошаркашка утакмица, 13. коло Евролиге 2023/24.                            |
| 10. децембар                           | Мирослав Илић                                                            | концерт                                                                    |
| 11. децембар                           | Јадранска лига 2023/24: Партизан Моцарт бет — СЦ Дерби                   | кошаркашка утакмица, 11. коло Јадранске лиге 2023/24.                      |
| 12. децембар                           | Брајан Адамс                                                             | концерт                                                                    |
| 14. децембар                           | Евролига 2023/24: Црвена звезда Меридијанбет — АЛБА Берлин               | кошаркашка утакмица, 14. коло Евролиге 2023/24.                            |
| 16. децембар                           | Јадранска лига 2023/24: Партизан Моцарт бет — Будућност ВОЛИ             | кошаркашка утакмица, 12. коло Јадранске лиге 2023/24.                      |
| 19. децембар                           | Евролига 2023/24: Црвена звезда Меридијанбет — Реал Мадрид               | кошаркашка утакмица, 15. коло Евролиге 2023/24.                            |
| 23. децембар                           | Милица Павловић                                                          | концерт                                                                    |
| 28. децембар                           | Евролига 2023/24: Партизан Моцарт бет — Виртус Сегафредо Болоња          | кошаркашка утакмица, 17. коло Евролиге 2023/24.                            |

### 2024.
| Датум               | Догађај                                                                  | О догађају                                                                 |
| ------------------- | ------------------------------------------------------------------------ | -------------------------------------------------------------------------- |
| 2. јануар           | Евролига 2023/24: Партизан Моцарт бет — Асвел                            | кошаркашка утакмица, 18. коло Евролиге 2023/24.                            |
| 4. јануар           | Евролига 2023/24: Црвена звезда Меридијанбет — Партизан Моцарт бет       | кошаркашка утакмица, 19. коло Евролиге 2023/24.                            |
| 6. јануар           | Јадранска лига 2023/24: Партизан Моцарт бет — Крка                       | кошаркашка утакмица, 15. коло Јадранске лиге 2023/24.                      |
| 12. јануар          | Евролига 2023/24: Партизан Моцарт бет — Макаби Платика                   | кошаркашка утакмица, 21. коло Евролиге 2023/24.                            |
| 14. јануар          | Јадранска лига 2023/24: Црвена звезда Меридијанбет — Борац Моцарт        | кошаркашка утакмица, 16. коло Јадранске лиге 2023/24.                      |
| 18. јануар          | Евролига 2023/24: Црвена звезда Меридијанбет — Басконија                 | кошаркашка утакмица, 22. коло Евролиге 2023/24.                            |
| 21. јануар          | Јадранска лига 2023/24: Црвена звезда Меридијанбет — ФМП Сокербет        | кошаркашка утакмица, 17. коло Јадранске лиге 2023/24.                      |
| 22. јануар          | Јадранска лига 2023/24: Партизан Моцарт бет — Мега МИС                   | кошаркашка утакмица, 17. коло Јадранске лиге 2023/24.                      |
| 26. јануар          | Евролига 2023/24: Партизан Моцарт бет — Жалгирис                         | кошаркашка утакмица, 23. коло Евролиге 2023/24.                            |
| 28. јануар          | Јадранска лига 2023/24: Црвена звезда Меридијанбет — Партизан Моцарт бет | кошаркашка утакмица, 18. коло Јадранске лиге 2023/24.                      |
| 30. јануар          | Евролига 2023/24: Црвена звезда Меридијанбет — Валенсија                 | кошаркашка утакмица, 24. коло Евролиге 2023/24.                            |
| 2. фебруар          | Евролига 2023/24: Црвена звезда Меридијанбет — Барселона                 | кошаркашка утакмица, 25. коло Евролиге 2023/24.                            |
| 5. фебруар          | Јадранска лига 2023/24: Партизан Моцарт бет — Сплит                      | кошаркашка утакмица, 19. коло Јадранске лиге 2023/24.                      |
| 8. фебруар          | Евролига 2023/24: Партизан Моцарт бет — Бајерн Минхен                    | кошаркашка утакмица, 26. коло Евролиге 2023/24.                            |
| 9. фебруар          | Евролига 2023/24: Црвена звезда Меридијанбет — Жалгирис                  | кошаркашка утакмица, 26. коло Евролиге 2023/24.                            |
| 11. фебруар         | Јадранска лига 2023/24: Црвена звезда Меридијанбет — Задар               | кошаркашка утакмица, 20. коло Јадранске лиге 2023/24.                      |
| 16. и 17. фебруар   | Драгана Мирковић                                                         | концерт                                                                    |
| 29. фебруар         | Евролига 2023/24: Партизан Моцарт бет — Анадолу Ефес                     | кошаркашка утакмица, 27. коло Евролиге 2023/24.                            |
| 3. март             | Јадранска лига 2023/24: Партизан Моцарт бет — Цедевита Олимпија          | кошаркашка утакмица, 21. коло Јадранске лиге 2023/24.                      |
| 8 и 9. март         | Србија                                                                   | концерт                                                                    |
| 16. март            | Јадранска лига 2023/24: Партизан Моцарт бет — ФМП Сокербет               | кошаркашка утакмица, 23. коло Јадранске лиге 2023/24.                      |
| 19. март            | Евролига 2023/24: Партизан Моцарт бет — Басконија                        | кошаркашка утакмица, 30. коло Евролиге 2023/24.                            |
| 21. март            | Евролига 2023/24: Партизан Моцарт бет — Реал Мадрид                      | кошаркашка утакмица, 31. коло Евролиге 2023/24.                            |
| 28. март            | Евролига 2023/24: Партизан Моцарт бет — Олимпијакос                      | кошаркашка утакмица, 32. коло Евролиге 2023/24.                            |
| 8. април            | Јадранска лига 2023/24: Партизан Моцарт бет — Задар                      | кошаркашка утакмица, 26. коло Јадранске лиге 2023/24.                      |
| 12. април           | Евролига 2023/24: Партизан Моцарт бет — Валенсија                        | кошаркашка утакмица, 34. коло Евролиге 2023/24.                            |
| 17. април           | Јадранска лига 2023/24: Партизан Моцарт бет — Игокеа м:тел               | кошаркашка утакмица, 1. коло четвртфинала плеј-офа Јадранске лиге 2023/24. |
| 30. април           | Јадранска лига 2023/24: Партизан Моцарт бет — Будућност ВОЛИ             | кошаркашка утакмица, 1. коло полуфинала плеј-офа Јадранске лиге 2023/24.   |
| 10. мај             | Јадранска лига 2023/24: Партизан Моцарт бет — Будућност ВОЛИ             | кошаркашка утакмица, 3. коло полуфинала плеј-офа Јадранске лиге 2023/24.   |
| 17. мај             | Род Стјуарт                                                              | концерт                                                                    |
| 19. мај             | Јадранска лига 2023/24: Партизан Моцарт бет — Црвена звезда Меридијанбет | кошаркашка утакмица, 3. коло финала плеј-офа Јадранске лиге 2023/24.       |
| 21. и 22. септембар | Теа Таировић                                                             | концерт                                                                    |
| 11. октобар         | Сједињене Америчке Државе                                                | концерт                                                                    |
| 14. новембар        | Андре Рију                                                               | концерт                                                                    |
| 23. новембар        | Тања Савић                                                               | концерт                                                                    |
| 18. децембар        | Лаура Паузини                                                            | концерт                                                                    |

### Продаја карата
- „Евентим Србија”. Архивирано из оригинала 16. 06. 2008. г.
- „Тикетлајн Србија”. Архивирано из оригинала 27. 02. 2009. г.
- „Тикетсервис Србија”. Архивирано из оригинала 07. 03. 2009. г. Приступљено 01. 03. 2009.